# Rośliny ozdobne
Rośliny ozdobne – jednoroczne, dwuletnie i wieloletnie rośliny, także drzewa i krzewy, o dużych walorach dekoracyjnych np. o pięknych i ciekawych kwiatach, owocach, ulistnieniu, zabarwieniu pędów, pokroju, a także interesujących właściwościach.
Roślinami ozdobnymi zajmuje się dział ogrodnictwa nazywany kwiaciarstwem.
Poniższe zestawienia tabelaryczne grupują rośliny ozdobne w typowe kategorie.

## Rośliny jednoroczne

### Wysiewanewprost do gruntu
| Nazwa zwyczajowa                                        | Nazwa systematyczna                            |
| ------------------------------------------------------- | ---------------------------------------------- |
| chaber bławatek                                         | Centaurea cyanus                               |
| czarnuszka damasceńska                                  | Nigella damascena                              |
| dimorfoteka pomarańczowa (d. zatokowa)                  | Dimorphotheca aurantiaca, syn. D. sinuata      |
| dynia ozdobna                                           | Cucurbita pepo                                 |
| eszolcja kalifornijska (maczek kalifornijski, pozłotka) | Eschscholzia californica                       |
| groszek pachnący                                        | Lathyrus odoratus                              |
| klarkia wytworna                                        | Clarkia elegans                                |
| kosmos (podwójnie) pierzasty                            | Cosmos bipinnatus                              |
| lewkonia długopłatkowa (maciejka)                       | Matthiola longipetala, syn. Matthiola bicornis |
| łubin mieszańcowy                                       | Lupinus × hybridus                             |
| łyszczec nadobny (gipsówka wytworna)                    | Gypsophila elegans                             |
| mak lekarski                                            | Papaver somniferum                             |
| mietelnik żakula                                        | Bassia scoparia, syn. Kochia scoparia          |
| nachyłek barwierski                                     | Coreopsis tinctoria                            |
| nagietek lekarski                                       | Calendula officinalis                          |
| nasturcja większa                                       | Tropaeolum majus                               |
| ostróżeczka ogrodowa                                    | Consolida ajacis, syn. Delphinium ajacis       |
| portulaka wielkokwiatowa                                | Portulaca grandiflora                          |
| powój trójbarwny                                        | Convolvulus tricolor                           |
| rezeda wonna                                            | Reseda odorata                                 |
| słonecznik zwyczajny                                    | Helianthus annuus                              |
| smagliczka nadmorska                                    | Lobularia maritima                             |
| starzec popielny                                        | Senecio cineraria                              |
| suchokwiat roczny                                       | Xeranthemum annuum                             |
| szarłat zwisły                                          | Amaranthus caudatus                            |
| tujałka zatokowa                                        | Salpiglossis sinuata                           |
| ubiorek gorzki                                          | Iberis amara                                   |
| wilec purpurowy                                         | Ipomoea purpurea                               |

### Uprawiane zrozsady
| Nazwa zwyczajowa                   | Nazwa systematyczna                                  |
| ---------------------------------- | ---------------------------------------------------- |
| aksamitka wzniesiona (a. wyniosła) | Tagetes erecta                                       |
| aster chiński                      | Callistephus chinensis                               |
| begonia stale kwitnąca             | Begonia × semperflorens-cultorum                     |
| celozja grzebieniasta              | Celosia cristata                                     |
| cynia wytworna (jakobinka)         | Zinnia elegans                                       |
| driakiew pospolita                 | Scabiosa atropurpurea                                |
| dzwonki irlandzkie (molucella)     | Moluccella laevis                                    |
| floks Drummonda (płomyk)           | Phlox drummondii                                     |
| gailardia nadobna (dzianwa piękna) | Gaillardia pulchella                                 |
| gazania lśniąca (pawica)           | Gazania × splendens                                  |
| kobea pnąca                        | Cobaea scandens                                      |
| kocanki ogrodowe                   | Helichrysum bracteatum, syn. Bracteantha bracteata   |
| lewkonia letnia                    | Matthiola incana                                     |
| lobelia przylądkowa (stroiczka)    | Lobelia erinus                                       |
| motylek wisetoński                 | Schizanthus × wisetonensis                           |
| nemezja powabna                    | Nemesia strumosa                                     |
| niecierpek balsamina               | Impatiens balsamina                                  |
| petunia ogrodowa (zawiertka)       | Petunia × hybrida                                    |
| rudbekia owłosiona                 | Rudbeckia hirta                                      |
| maruna nadmorska                   | Tripleurospermum maritimum, syn. Matricaria maritima |
| suchlin różowy (sucholistka)       | Helipterum roseum                                    |
| szałwia błyszcząca                 | Salvia splendens                                     |
| tytoń oskrzydlony                  | Nicotiana alata                                      |
| werbena ogrodowa (witułka)         | Verbena × hybrida                                    |
| wyżlin większy (lwia paszcza)      | Antirrhinum majus                                    |
| zatrwian Suworowa                  | Limonium suworowii                                   |
| zatrwian wrębny                    | Limonium sinuatum, syn. Statice sinuata              |
| złocień trójbarwny                 | Chrysanthemum carinatum                              |
| złociszek uskrzydlony (wiekuistka) | Ammobium alatum                                      |
| żeniszek meksykański               | Ageratum houstonianum                                |

## Rośliny dwuletnie
| Nazwa zwyczajowa                                   | Nazwa systematyczna   |
| -------------------------------------------------- | --------------------- |
| dzwonek ogrodowy (dz. wielokwiatowy)               | Campanula medium      |
| fiołek ogrodowy (bratek)                           | Viola × wittrockiana  |
| goździk brodaty                                    | Dianthus barbatus     |
| goździk ogrodowy                                   | Dianthus caryophyllus |
| mak nagołodygowy                                   | Papaver nudicaule     |
| miesiącznica roczna (lunaria, judaszowe srebrniki) | Lunaria annua         |
| naparstnica purpurowa                              | Digitalis purpurea    |
| niezapominajka leśna                               | Myosotis sylvatica    |
| malwa różowa                                       | Althaea rosea         |
| stokrotka pospolita                                | Bellis perennis       |

## Rośliny wieloletnie(byliny)

### Bylinyniezimujące w gruncie
| Nazwa zwyczajowa      | Nazwa systematyczna     |
| --------------------- | ----------------------- |
| begonia bulwiasta     | Begonia × tuberhybrida  |
| dalia zmienna         | Dahlia × hybrida hort.  |
| mieczyk gandawski     | Gladiolus × gandavensis |
| paciorecznik ogrodowy | Canna × generalis       |

### Bylinyzimujące w gruncie
| Nazwa zwyczajowa                             | Nazwa systematyczna                                   |
| -------------------------------------------- | ----------------------------------------------------- |
| acena drobnolistna                           | Acaena microphylla                                    |
| anafalis trójnerwowy                         | Anaphalis triplinervis                                |
| aster alpejski                               | Aster alpinus                                         |
| aster gawędka                                | Aster amellus                                         |
| aster karłowaty (a. krzaczasty)              | Symphyotrichum dumosum                                |
| aster nowoangielski (a. amerykański)         | Symphyotrichum novae-angliae                          |
| bodziszek czerwony                           | Geranium sanguineum                                   |
| bodziszek kantabryjski                       | Geranium × cantabrigiense                             |
| bodziszek korzeniasty                        | Geranium macrorrhizum                                 |
| boltonia gwiaździsta                         | Boltonia asteroides                                   |
| cebulica syberyjska                          | Scilla sibirica                                       |
| cebulica Tubergena                           | Scilla tubergeniana                                   |
| cebulica dzwonkowata                         | Scilla campanulata                                    |
| chaber białawy                               | Centaurea macrocephala                                |
| ciemiernik zielony                           | Helleborus viridis                                    |
| cymbalaria bluszczykowata                    | Cymbalaria muralis                                    |
| czyściec wełnisty                            | Stachys lanata                                        |
| dąbrówka rozłogowa                           | Ajuga reptans                                         |
| dębik ośmiopłatkowy                          | Dryas octopetala                                      |
| driakiew kaukaska                            | Scabiosa caucasica                                    |
| dyptam jesionolistny                         | Dictamnus albus                                       |
| dzielżan Hoopesa                             | Helenium hoopesii                                     |
| dzielżan ogrodowy                            | Helenium × hybridum                                   |
| dziewięćsił bezłodygowy                      | Carlina acaulis                                       |
| dzwonek brzoskwiniolistny                    | Campanula persicifolia                                |
| dzwonek dalmatyński                          | Campanula portenschlagiana                            |
| dzwonek drobny                               | Campanula cochleariifolia                             |
| dzwonek gargański                            | Campanula garganica                                   |
| dzwonek karpacki                             | Campanula carpatica                                   |
| dzwonek Poszarskiego                         | Campanula poscharskyana                               |
| fiołek motylkowaty                           | Viola sororia                                         |
| fiołek wonny                                 | Viola odorata                                         |
| firletka alpejska                            | Viscaria alpina, syn. Lychnis alpina                  |
| firletka chalcedońska                        | Silene chalcedonica, syn. Lychnis chalcedonica        |
| firletka Jowisza                             | Silene flos-jovis, syn. Lychnis flos-jovis            |
| firletka kwiecista                           | Silene coronaria, syn. Lychnis coronaria              |
| dzwonek skupiony                             | Campanula glomerata                                   |
| floks kanadyjski (płomyk kanadyjski)         | Phlox divaricata                                      |
| floks szydlasty (płomyk szydlasty)           | Phlox subulata                                        |
| floks wiechowaty (płomyk wiechowaty)         | Phlox paniculata                                      |
| funkia Siebolda                              | Hosta sieboldiana                                     |
| funkia sina                                  | Hosta glauca                                          |
| funkia wielolistna                           | Hosta plantaginea                                     |
| gajowiec żółty                               | Galeobdolon luteum, syn. Lamium galeobdolon           |
| gęsiówka kaukaska                            | Arabis caucasica                                      |
| głowienka Webba                              | Prunella webbiana                                     |
| głowienka wielkokwiatowa                     | Prunella grandiflora                                  |
| goryczka bezłodygowa                         | Gentiana acaulis                                      |
| goryczka dahurska                            | Gentiana dahurica                                     |
| goryczka krótkołodygowa                      | Gentiana clusii                                       |
| goryczka jesienna                            | Gentiana sino-ornata                                  |
| goździk brodaty                              | Dianthus barbatus                                     |
| goździk kropkowany                           | Dianthus deltoides                                    |
| goździk postrzępiony                         | Dianthus plumarius                                    |
| goździk pyszny                               | Dianthus superbus                                     |
| goździk siny                                 | Dianthus gratianopolitanus                            |
| głodek kaukaski                              | Draba bruniifolia                                     |
| grążel żółty                                 | Nuphar lutea                                          |
| grzybienie białe                             | Nymphaea alba                                         |
| hiacynt wschodni                             | Hyacinthus orientalis                                 |
| houstonia błękitna                           | Houstonia caerulea                                    |
| hutujnia sercowata                           | Houttuynia cordata                                    |
| jarzmianka większa                           | Astrantia major                                       |
| jasieniec trwały                             | Jasione globifera                                     |
| jaskier ostry                                | Ranunculus acris                                      |
| jasnota plamista                             | Lamium maculatum                                      |
| jastrun właściwy                             | Leucanthemum vulgare, syn. Chrysanthemum leucanthemum |
| jastrzębiec pomarańczowy                     | Hieracium aurantiacum                                 |
| jeżówka purpurowa (rudbekia purpurowa)       | Echinacea purpurea, syn. Rudbeckia purpurea           |
| języczka pomarańczowa                        | Ligularia dentata                                     |
| języczka Przewalskiego                       | Ligularia przewalski                                  |
| jukka karolińska (j. nitkowata)              | Yucca filamentosa                                     |
| karmnik ościsty                              | Sagina subulata                                       |
| kocimiętka Faassena                          | Nepeta × faassenii                                    |
| konwalia majowa                              | Convallaria majalis                                   |
| kopytnik pospolity                           | Asarum europaeum                                      |
| kosaciec bródkowy (k. niemiecki)             | Iris × barbata                                        |
| kosaciec bródkowy (k. niemiecki)             | Iris × germanica                                      |
| kosaciec niski                               | Iris pumila                                           |
| kosaciec syberyjski                          | Iris sibirica                                         |
| kostrzewa Gautiera                           | Festuca gautieri                                      |
| kostrzewa popielata                          | Festuca cinerea, syn. F. glauca                       |
| kuklik szkarłatny                            | Geum coccineum                                        |
| krwawnik kichawiec                           | Achillea ptarmica                                     |
| krwawnik pospolity                           | Achillea millefolium                                  |
| krwawnik wiązówkowaty                        | Achillea filipendulina                                |
| len trwały                                   | Linum perenne                                         |
| liatra kłosowa                               | Liatris spicata                                       |
| lilia królewska                              | Lilium regale                                         |
| lilia pozłacana                              | Lilium auratum                                        |
| lilia tygrysia                               | Lilium lancifolium, syn. L. tigrinum                  |
| lilia wspaniała                              | Lilium speciosum                                      |
| liliowiec cytrynowy                          | Hemerocallis citrina                                  |
| liliowiec ogrodowy                           | Hemerocallis × hybrida                                |
| liliowiec rdzawy                             | Hemerocallis fulva                                    |
| łubin trwały                                 | Lupinus polyphyllus                                   |
| łyszczec rozesłany                           | Gypsophila repens                                     |
| łyszczec wiechowaty                          | Gypsophila paniculata                                 |
| manna mielec                                 | Glyceria maxima                                       |
| naradka odroślowa                            | Androsace sarmentosa                                  |
| macierzanka piaskowa                         | Thymus serpyllum                                      |
| macierzanka wczesna                          | Thymus praecox                                        |
| mak alpejski                                 | Papaver alpinum                                       |
| mak wschodni                                 | Papaver orientale                                     |
| mieczyk dachówkowaty                         | Gladiolus imbricatus                                  |
| miodunka plamista                            | Pulmonaria officinalis                                |
| miskant chiński                              | Miscanthus sinensis                                   |
| mydlnica bazyliowa                           | Saponaria ocymoides                                   |
| nachyłek okółkowy                            | Coreopsis verticillata                                |
| nachyłek wielkokwiatowy                      | Coreopsis grandiflora                                 |
| narcyz                                       | Narcissus sp.                                         |
| nawłoć kanadyjska                            | Solidago canadensis                                   |
| nawłoć późna                                 | Solidago gigantea, syn. S. serotina                   |
| niezapominajka alpejska                      | Myosotis alpestris                                    |
| odętka wirginijska                           | Physostegia virginiana                                |
| omieg wschodni (kaukaski)                    | Doronicum orientale                                   |
| orlik mieszańcowy                            | Aquilegia × hybrida                                   |
| ostropest plamisty                           | Silybum marianum                                      |
| ostróżka ogrodowa                            | Delphinium × cultorum                                 |
| ostróżka wyniosła                            | Delphinium elatum                                     |
| parzydło leśne                               | Aruncus dioicus                                       |
| pełnik europejski                            | Trollius europaeus                                    |
| pełnik ogrodowy                              | Trollius × cultorum                                   |
| pierwiosnek bezłodygowy                      | Primula vulgaris, syn. Primula acaulis                |
| pierwiosnek gruziński                        | Primula juliae                                        |
| pierwiosnek omszony                          | Primula pubescens                                     |
| pierwiosnek pruhonicki                       | Primula × pruhoniciana                                |
| pierwiosnek różowy                           | Primula × pubescens                                   |
| pierwiosnek wyniosły                         | Primula elatior                                       |
| pierwiosnek ząbkowany                        | Primula denticulata                                   |
| pięciornik trójząbkowy                       | Potentilla tridentata                                 |
| pięciornik złoty                             | Potentilla aurea                                      |
| piwonia chińska                              | Paeonia lactiflora                                    |
| piwonia lekarska                             | Paeonia officinalis                                   |
| podagrycznik pospolity                       | Aegopodium podagraria                                 |
| posłonek                                     | Helianthemum                                          |
| powojnik całolistny                          | Clematis integrifolia                                 |
| poziomkówka indyjska                         | Duchesnea indica                                      |
| pragnia syberyjska                           | Waldsteinia ternata                                   |
| pysznogłówka ogrodowa                        | Monarda hybrida                                       |
| przestęp biały                               | Bryonia alba                                          |
| przetacznik kłosowy                          | Veronica spicata                                      |
| przylaszczka pospolita                       | Hepatica nobilis, syn. H. triloba                     |
| przywrotnik miękki                           | Alchemilla mollis                                     |
| rannik zimowy                                | Eranthis hyemalis                                     |
| rogownica kutnerowata                        | Cerastium tomentosum                                  |
| rojnik murowy                                | Sempervivum tectorum                                  |
| rojnik pajęczynowaty                         | Sempervivum arachnoideum                              |
| rojownik pospolity                           | Jovibarba sobolifera, syn. Sempervivum soboliferum    |
| rozchodnik biały                             | Sedum album                                           |
| rozchodnik kaukaski                          | Sedum spurium                                         |
| rozchodnik lubczykowy                        | Sedum anacampseros                                    |
| rozchodnik łopatkowaty                       | Sedum spathulifolium                                  |
| rozchodnik ostry                             | Sedum acre                                            |
| rozchodnikowiec okazały (rozchodnik okazały) | Hylotelephium spectabile, Sedum spectabile            |
| rozwar wielkokwiatowy                        | Platycodon grandiflorus                               |
| rudbekia błyskotliwa                         | Rudbeckia fulgida                                     |
| rudbekia lśniąca                             | Rudbeckia nitida                                      |
| rudbekia naga                                | Rudbeckia laciniata                                   |
| rudbekia okazała                             | Rudbeckia speciosa                                    |
| sasanka łąkowa                               | Pulsatilla pratensis                                  |
| sasanka zwyczajna                            | Pulsatilla vulgaris                                   |
| serduszka okazałe                            | Lamprocapnos spectabilis, syn. Dicentra spectabilis   |
| serduszka wspaniałe                          | Dicentra eximia                                       |
| skalnica Arendsa                             | Saxifraga arendsii                                    |
| skalnica cienista                            | Saxifraga × urbium                                    |
| skalnica gronkowa                            | Saxifraga paniculata, syn. S. aizoon                  |
| słoneczniczek szorstki                       | Heliopsis helianthoides                               |
| smagliczka pagórkowa                         | Alyssum montanum                                      |
| smagliczka skalna                            | Aurinia saxatilis, syn. Alyssum saxatile              |
| smółka pospolita (firletka smółka)           | Viscaria vulgaris, syn. Lychnis viscaria              |
| stokrotka pospolita                          | Bellis perennis                                       |
| śnieżyca wiosenna                            | Leucojum vernum                                       |
| śnieżyczka przebiśnieg                       | Galanthus nivalis                                     |
| szachownica cesarska                         | Fritillaria imperialis                                |
| szachownica kostkowata                       | Fritillaria meleagris                                 |
| szachownica perska                           | Fritillaria persica                                   |
| szafirek armeński                            | Muscari armeniacum                                    |
| szafirek drobnokwiatowy                      | Muscari botryoides                                    |
| szafirek miękkolistny                        | Leopoldia comosa, syn. Muscari comosum                |
| szafran wiosenny                             | Crocus vernus                                         |
| szafran złoty                                | Crocus chrysanthus                                    |
| szałwia omszona                              | Salvia nemorosa                                       |
| szarotka alpejska                            | Leontopodium alpinum                                  |
| śniedek baldaszkowaty                        | Ornithogalum umbellatum                               |
| śnieżnik olbrzymi                            | Chionodoxa gigantea                                   |
| śnieżyca wiosenna                            | Leucojum vernum                                       |
| tawułka Arendsa                              | Astilbe × arendsii                                    |
| tawułka chińska                              | Astilbe chinensis                                     |
| tojeść kropkowana                            | Lysimachia punctata                                   |
| tojeść rozesłana                             | Lysimachia nummularia                                 |
| truskawka ozdobna                            | Fragaria sp.                                          |
| trojeść bulwiasta                            | Asclepias tuberosa                                    |
| trytoma groniasta                            | Kniphofia uvaria                                      |
| trzęślica modra                              | Molinia caerulea                                      |
| trzykrotka wirginijska                       | Tradescantia × andersoniana                           |
| tulipan                                      | Tulipa sp.                                            |
| turzyca muskegońska                          | Carex muskingumensis                                  |
| ułudka wiosenna                              | Omphalodes verna                                      |
| ubiorek wiecznie zielony                     | Iberis sempervirens                                   |
| wielosił błękitny                            | Polemonium caeruleum                                  |
| wiesiołek czworokątny                        | Oenothera fruticosa glauca                            |
| wiesiołek ozdobny                            | Oenothera macrocarpa                                  |
| wilczomlecz pstry                            | Euphorbia epithymoides, syn. E. polychroma            |
| wyczyniec łąkowy                             | Alopecurus pratensis                                  |
| zawciąg pospolity (z. nadmorski)             | Armeria maritima                                      |
| zawilec ogrodowy                             | Anemone × hybrida                                     |
| zimowit jesienny                             | Colchicum autumnale                                   |
| złocień koreański                            | Chrysanthemum x koreanum                              |
| żagwin ogrodowy                              | Aubrieta × cultorum                                   |
| żurawka drobnokwiatowa                       | Heuchera micrantha                                    |
| żurawka drżączkowata                         | Heuchera × brizoides                                  |

## Rośliny szklarniowe

### Uprawiane nakwiat cięty
| Nazwa zwyczajowa | Nazwa systematyczna |
| ---------------- | ------------------- |
| frezja           | Freesia             |
| mieczyk          | Gladiolus           |

### Uprawiane jakodoniczkowe

#### O ozdobnychkwiatach
| Nazwa zwyczajowa | Nazwa systematyczna |
| ---------------- | ------------------- |
| azalia           |                     |
| bugenwilla       |                     |

#### O ozdobnychliściach
| Nazwa zwyczajowa    | Nazwa systematyczna |
| ------------------- | ------------------- |
| aspidistra wyniosła | Aspidistra elatior  |
| fikus               | Ficus sp.           |
| starzec Rowleya     | Senecio rowleyanus  |

## Drzewaikrzewy

### Drzewa liściaste
| Nazwa zwyczajowa                                  | Nazwa systematyczna                                   |
| ------------------------------------------------- | ----------------------------------------------------- |
| bożodrzew gruczołowaty                            | Ailanthus altissima                                   |
| ambrowiec amerykański (a. balsamiczny)            | Liquidambar styraciflua                               |
| brzoza brodawkowata                               | Betula pendula, syn. B. verrucosa                     |
| brzoza Jacquemonta                                | Betula utilis var. jacquemontii, syn. B. jacquemontii |
| brzoza pożyteczna (b. himalajska)                 | Betula utilis                                         |
| buk zwyczajny                                     | Fagus sylvatica                                       |
| czeremcha zwyczajna                               | Prunus padus                                          |
| dąb czerwony                                      | Quercus rubra                                         |
| dąb szypułkowy                                    | Quercus robur                                         |
| dereń pagodowy (d. drzewiasty)                    | Cornus controversa                                    |
| glediczja trójcierniowa (iglicznia trójcierniowa) | Gleditsia triacanthos                                 |
| głóg dwuszyjkowy                                  | Crataegus laevigata, syn. C. oxyacantha               |
| grab pospolity                                    | Carpinus betulus                                      |
| grujecznik japoński                               | Cercidiphyllum japonicum                              |
| grusza wierzbolistna                              | Pyrus salicifolia                                     |
| jabłoń purpurowa                                  | Malus × purpurea                                      |
| jarząb mączny                                     | Sorbus aria                                           |
| jarząb pospolity                                  | Sorbus aucuparia                                      |
| jarząb pośredni                                   | Sorbus × hybrida                                      |
| jarząb szwedzki                                   | Sorbus × intermedia                                   |
| jarząb turyngski                                  | Sorbus thuringiaca                                    |
| jesion pensylwański                               | Fraxinus pennsylvanica                                |
| jesion wyniosły                                   | Fraxinus excelsior                                    |
| karagana syberyjska                               | Caragana arborescens                                  |
| kasztanowiec zwyczajny                            | Aesculus hippocastanum                                |
| kasztanowiec czerwony                             | Aesculus × carnea                                     |
| kasztanowiec gładki                               | Aesculus glabra                                       |
| klon czerwony                                     | Acer rubrum                                           |
| klon jawor                                        | Acer pseudoplatanus                                   |
| klon jesionolistny                                | Acer negundo                                          |
| klon palmowy                                      | Acer palmatum                                         |
| klon polny                                        | Acer campestre                                        |
| klon srebrzysty                                   | Acer saccharinum                                      |
| klon tatarski                                     | Acer tataricum                                        |
| klon zwyczajny                                    | Acer platanoides                                      |
| korkowiec amurski                                 | Phellodendron amurense                                |
| leszczyna turecka                                 | Corylus colurna                                       |
| lipa amerykańska                                  | Tilia americana                                       |
| lipa drobnolistna                                 | Tilia cordata                                         |
| lipa holenderska (l. europejska)                  | Tilia × europaea                                      |
| lipa krymska                                      | Tilia × euchlora                                      |
| lipa srebrzysta                                   | Tilia tomentosa                                       |
| lipa szerokolistna                                | Tilia platyphyllos                                    |
| magnolia drzewiasta                               | Magnolia acuminata                                    |
| magnolia naga                                     | Magnolia denudata                                     |
| magnolia gwiaździsta                              | Magnolia stellata                                     |
| magnolia Siebolda                                 | Magnolia sieboldii                                    |
| magnolia japońska                                 | Magnolia kobus                                        |
| magnolia parasolowata                             | Magnolia tripetala                                    |
| magnolia purpurowa                                | Magnolia liliiflora                                   |
| magnolia Soulange'a (m. pośrednia)                | Magnolia × soulangeana                                |
| magnolia szerokolistna                            | Magnolia hypoleuca                                    |
| miłorząb dwuklapowy                               | Ginkgo biloba                                         |
| morwa biała                                       | Morus alba                                            |
| oliwnik wąskolistny                               | Elaeagnus angustifolia                                |
| olsza czarna                                      | Alnus glutinosa                                       |
| olsza szara                                       | Alnus incana                                          |
| perełkowiec japoński (szupin chiński)             | Styphnolobium japonicum, syn. Sophora japonica        |
| pigwa pospolita                                   | Cydonia oblonga                                       |
| platan klonolistny                                | Platanus acerifolia                                   |
| robinia akacjowa                                  | Robinia pseudoacacia                                  |
| skrzydłorzech kaukaski                            | Pterocarya fraxinifolia                               |
| sumak octowiec                                    | Rhus typhina                                          |
| surmia bignoniowa                                 | Catalpa bignonioides                                  |
| surmia żółtokwiatowa                              | Catalpa ovata                                         |
| surmia wielkokwiatowa                             | Catalpa speciosa                                      |
| śliwa wiśniowa                                    | Prunus cerasifera                                     |
| topola chińska (t. Simona)                        | Populus simonii                                       |
| topola kanadyjska                                 | Populus × canadensis                                  |
| tulipanowiec amerykański                          | Liriodendron tulipifera                               |
| wiąz górski                                       | Ulmus glabra                                          |
| wiąz holenderski                                  | Ulmus × hollandica                                    |
| wierzba babilońska                                | Salix babylonica                                      |
| wierzba Cotteta                                   | Salix × cottetii                                      |
| wierzba płacząca                                  | Salix × sepulcralis 'Chrysocoma' i in.                |
| wiśnia piłkowana                                  | Prunus serrulata                                      |
| wiśnia pospolita                                  | Prunus cerasus                                        |
| wiśnia różowa                                     | Prunus × subhirtella                                  |
| złotokap Waterera                                 | Laburnum × watereri                                   |

### Drzewa iglaste
(niektóre gatunki w zależności od odmiany mogą być drzewami lub krzewami)
| Nazwa zwyczajowa                                          | Nazwa systematyczna                                    |
| --------------------------------------------------------- | ------------------------------------------------------ |
| biota wschodnia (żywotnik wschodni, platykladus wschodni) | Platycladus orientalis                                 |
| choina kanadyjska                                         | Tsuga canadensis                                       |
| cis pospolity                                             | Taxus baccata                                          |
| cis pośredni                                              | Taxus × media                                          |
| cyprysik groszkowy                                        | Chamaecyparis pisifera                                 |
| cyprysik japoński                                         | Chamaecyparis obtusa                                   |
| cyprysik Lawsona                                          | Chamaecyparis lawsoniana                               |
| cyprysik nutkajski                                        | Callitropsis nootkatensis, syn. Cupressus nootkatensis |
| cypryśnik błotny                                          | Taxodium distichum                                     |
| daglezja zielona (jedlica zielona, j. sina, daglezja)     | Pseudotsuga menziesii                                  |
| jałowiec chiński                                          | Juniperus chinensis                                    |
| jałowiec skalny                                           | Juniperus scopulorum                                   |
| jodła balsamiczna                                         | Abies balsamea                                         |
| jodła kalifornijska                                       | Abies concolor                                         |
| jodła koreańska                                           | Abies koreana                                          |
| jodła górska                                              | Abies lasiocarpa                                       |
| jodła szlachetna                                          | Abies procera                                          |
| jodła Veitcha                                             | Abies veitchii                                         |
| metasekwoja chińska                                       | Metasequoia glyptostroboides                           |
| modrzew europejski                                        | Larix decidua                                          |
| modrzew japoński                                          | Larix kaempferi                                        |
| sosna bośniacka                                           | Pinus heldreichii, syn. Pinus leucodermis              |
| sosna czarna                                              | Pinus nigra                                            |
| sosna drobnokwiatowa                                      | Pinus parviflora                                       |
| sosna gęstokwiatowa                                       | Pinus densiflora                                       |
| sosna himalajska                                          | Pinus wallichiana                                      |
| sosna limba                                               | Pinus cembra                                           |
| sosna oścista                                             | Pinus aristata                                         |
| sosna wejmutka (s. Weymouthe’a)                           | Pinus strobus                                          |
| sosna zwyczajna                                           | Pinus sylvestris                                       |
| sosna żółta                                               | Pinus ponderosa                                        |
| świerk Brewera                                            | Picea breweriana                                       |
| świerk kaukaski                                           | Picea orientalis                                       |
| świerk kłujący                                            | Picea pungens                                          |
| świerk pospolity                                          | Picea abies                                            |
| świerk serbski                                            | Picea omorika                                          |
| żywotnik olbrzymi                                         | Thuja plicata                                          |
| żywotnik zachodni                                         | Thuja occidentalis                                     |

### Krzewy liściaste
| Nazwa zwyczajowa                               | Nazwa systematyczna                                                          |
| ---------------------------------------------- | ---------------------------------------------------------------------------- |
| berberys gruczołkowaty                         | Berberis verruculosa                                                         |
| berberys Julianny                              | Berberis julianae                                                            |
| berberys koreański                             | Berberis koreana                                                             |
| berberys ottawski                              | Berberis × ottawensis                                                        |
| berberys Thunberga                             | Berberis thunbergii                                                          |
| bez czarny                                     | Sambucus nigra                                                               |
| bez koralowy                                   | Sambucus racemosa                                                            |
| budleja Davida                                 | Buddleja davidii                                                             |
| bluszcz pospolity                              | Hedera helix                                                                 |
| bukszpan zwyczajny (b. wieczniezielony)        | Buxus sempervirens                                                           |
| dereń biały                                    | Cornus alba                                                                  |
| dereń jadalny                                  | Cornus mas                                                                   |
| dereń kanadyjski                               | Cornus canadensis                                                            |
| dereń kwiecisty                                | Cornus florida                                                               |
| dereń rozłogowy                                | Cornus sericea, syn. C. stolonifera                                          |
| dereń świdwa                                   | Cornus sanguinea                                                             |
| forsycja pośrednia                             | Forsythia × intermedia                                                       |
| fotergilla większa                             | Fothergilla major                                                            |
| hortensja bukietowa                            | Hydrangea paniculata                                                         |
| hortensja krzewiasta (h. drzewiasta)           | Hydrangea arborescens                                                        |
| hortensja ogrodowa                             | Hydrangea macrophylla                                                        |
| hortensja piłkowana                            | Hydrangea serrata                                                            |
| irga błyszcząca                                | Cotoneaster lucidus                                                          |
| irga Dammera                                   | Cotoneaster dammeri                                                          |
| irga karłowata                                 | Cotoneaster perpusillus                                                      |
| irga pomarszczona                              | Cotoneaster bullatus                                                         |
| irga pozioma                                   | Cotoneaster horizontalis                                                     |
| irga rozkrzewiona                              | Cotoneaster divaricatus                                                      |
| irga szwedzka                                  | Cotoneaster × suecicus                                                       |
| janowiec barwierski                            | Genista tinctoria                                                            |
| janowiec bułgarski                             | Genista lydia                                                                |
| jaśminowiec wonny                              | Philadelphus coronarius                                                      |
| jaśminowiec panieński                          | Philadelphus × virginalis                                                    |
| kalina Burkwooda                               | Viburnum × burkwoodii                                                        |
| kalina hordowina                               | Viburnum lantana                                                             |
| kalina japońska                                | Viburnum plicatum, np. V. p. f. tomentosum, syn. V. tomentosum               |
| kalina koralowa                                | Viburnum opulus                                                              |
| kalina koreańska                               | Viburnum carlesii                                                            |
| kalina sztywnolistna                           | Viburnum rhytidophyllum                                                      |
| karagana syberyjska                            | Caragana arborescens                                                         |
| ketmia syryjska                                | Hibiscus syriacus                                                            |
| klon japoński                                  | Acer japonicum                                                               |
| klon palmowy                                   | Acer palmatum                                                                |
| kolkwicja chińska                              | Kolkwitzia amabilis                                                          |
| kruszyna pospolita                             | Frangula alnus, syn. Rhamnus frangula                                        |
| krzewuszka cudowna                             | Weigela florida                                                              |
| laurowiśnia wschodnia                          | Prunus laurocerasus                                                          |
| leszczyna południowa                           | Corylus maxima                                                               |
| leszczyna pospolita                            | Corylus avellana                                                             |
| ligustr jajowatolistny (l. jajolistny)         | Ligustrum ovalifolium                                                        |
| ligustr pospolity                              | Ligustrum vulgare                                                            |
| lilak chiński                                  | Syringa × chinensis                                                          |
| lilak Meyera                                   | Syringa meyeri                                                               |
| lilak pospolity                                | Syringa vulgaris                                                             |
| mahonia pospolita (m. ostrolistna)             | Mahonia aquifolium                                                           |
| migdałowiec trójklapowy                        | Prunus triloba                                                               |
| obiela mieszańcowa                             | Exochorda × macrantha                                                        |
| oczar japoński                                 | Hamamelis japonica                                                           |
| oczar omszony                                  | Hamamelis mollis                                                             |
| oczar pośredni                                 | Hamamelis × intermedia                                                       |
| oczar wirginijski                              | Hamamelis virginiana                                                         |
| ognik szkarłatny                               | Pyracantha coccinea                                                          |
| ostrokrzew kolczasty                           | Ilex aquifolium                                                              |
| ostrokrzew Meservy                             | Ilex × meserveae                                                             |
| perukowiec podolski                            | Cotinus coggygria                                                            |
| pęcherznica kalinolistna                       | Physocarpus opulifolius                                                      |
| pięciornik krzewiasty                          | Dasiphora fruticosa, syn. Potentilla fruticosa                               |
| pięknotka Bodiniera                            | Callicarpa bodinieri                                                         |
| pigwowiec japoński                             | Chaenomeles japonica                                                         |
| pigwowiec pośredni                             | Chaenomeles × superba                                                        |
| porzeczka alpejska                             | Ribes alpinum                                                                |
| porzeczka krwista                              | Ribes sanguineum                                                             |
| robinia szczeciniasta                          | Robinia hispida                                                              |
| rokitnik zwyczajny                             | Hippophae rhamnoides                                                         |
| róża                                           | Rosa sp.                                                                     |
| różanecznik alpejski                           | Rhododendron ferrugineum                                                     |
| różanecznik dahurski                           | Rhododendron dauricum                                                        |
| różanecznik gęsty                              | Rhododendron impeditum                                                       |
| różanecznik indyjski                           | Rhododendron indicum                                                         |
| różanecznik jakuszimański                      | Rhododendron degronianum subsp. yakushimanum, syn. Rhododendron yakushimanum |
| różanecznik japoński                           | Rhododendron molle subsp. japonicum, syn. R. japonicum                       |
| różanecznik katawbijski                        | Rhododendron catawbiense                                                     |
| różanecznik kosmaty                            | Rhododendron hirsutum                                                        |
| różanecznik olbrzymi                           | Rhododendron maximum                                                         |
| różanecznik rozesłany                          | Rhododendron repens                                                          |
| różanecznik wczesny                            | Rhododendron × praecox                                                       |
| różanecznik żółty                              | Rhododendron luteum, syn. R. flavum                                          |
| runianka japońska                              | Pachysandra terminalis                                                       |
| szczodrzeniec położony                         | Cytisus decumbens                                                            |
| szczodrzeniec wczesny                          | Cytisus × praecox                                                            |
| śliwa dziecięca                                | Prunus cistena                                                               |
| śnieguliczka Chenaulta                         | Symphoricarpos × chenaultii                                                  |
| śnieguliczka biała                             | Symphoricarpos albus                                                         |
| śnieguliczka Doorenbosa                        | Symphoricarpos × doorenbosii                                                 |
| świdośliwa                                     | Amelanchier sp.                                                              |
| świdośliwa Lamarcka                            | Amelanchier × lamarckii                                                      |
| tamaryszek czteropręcikowy (t. drobnokwiatowy) | Tamarix tetrandra, syn. T. parviflora                                        |
| tamaryszek francuski                           | Tamarix gallica                                                              |
| tamaryszek rozgałęziony                        | Tamarix ramosissima                                                          |
| tawlina jarzębolistna                          | Sorbaria sorbifolia                                                          |
| tawulec pogięty (zatokowy)                     | Neillia incisa, syn. Stephanandra incisa                                     |
| tawulec Tanaki                                 | Stephanandra tanakae                                                         |
| tawuła brzozolistna                            | Spiraea betulifolia                                                          |
| tawuła Douglasa                                | Spiraea douglasii                                                            |
| tawuła gęstokwiatowa                           | Spiraea splendens, syn. S. densiflora                                        |
| tawuła japońska                                | Spiraea japonica                                                             |
| tawuła nippońska                               | Spiraea nipponica                                                            |
| tawuła szara                                   | Spiraea × cinerea                                                            |
| tawuła śliwolistna                             | Spiraea prunifolia                                                           |
| tawuła van Houtte’a                            | Spiraea × vanhouttei                                                         |
| trzmielina oskrzydlona                         | Euonymus alatus                                                              |
| trzmielina Fortune'a                           | Euonymus fortunei                                                            |
| kalina angielska                               | Viburnum × carlcephalum                                                      |
| wawrzynek główkowy                             | Daphne cneorum                                                               |
| wawrzynek wilczełyko                           | Daphne mezereum                                                              |
| wiąz drobnokwiatowy                            | Ulmus parviflora                                                             |
| wiąz pospolity                                 | Ulmus minor                                                                  |
| wiciokrzew tatarski (suchodrzew chiński)       | Lonicera tatarica                                                            |
| wierzba całolistna (w. zwarta)                 | Salix integra                                                                |
| wierzba iwa                                    | Salix caprea                                                                 |
| wierzba lanata                                 | Salix lanata                                                                 |
| wierzba moupinensis                            | Salix moupinensis                                                            |
| wierzba oszczepowata                           | Salix hastata                                                                |
| wierzba pięciopręcikowa                        | Salix pentandra                                                              |
| wierzba płożąca                                | Salix repens                                                                 |
| wierzba purpurowa                              | Salix purpurea                                                               |
| wierzba sachalińska                            | Salix udensis                                                                |
| wierzba szwajcarska                            | Salix helvetica                                                              |
| złotlin japoński                               | Kerria japonica                                                              |
| złotokap zwyczajny                             | Laburnum anagyroides                                                         |
| żarnowiec miotlasty (szczodrzeniec miotlasty)  | Cytisus scoparius                                                            |
| żylistek mieszańcowy (ż. pośredni)             | Deutzia × hybrida                                                            |
| żylistek różowy                                | Deutzia × rosea                                                              |
| żylistek szorstki                              | Deutzia scabra                                                               |
| żylistek wysmukły                              | Deutzia gracilis                                                             |

### Krzewy iglaste
(niektóre gatunki w zależności od odmiany mogą być drzewami lub krzewami)
| Nazwa zwyczajowa       | Nazwa systematyczna                      |
| ---------------------- | ---------------------------------------- |
| jałowiec łuskowaty     | Juniperus squamata                       |
| jałowiec nadbrzeżny    | Juniperus conferta                       |
| jałowiec Pinga         | Juniperus pingii                         |
| jałowiec płożący       | Juniperus horizontalis                   |
| jałowiec pospolity     | Juniperus communis                       |
| jałowiec pośredni      | Juniperus × pfitzeriana, syn. J. × media |
| jałowiec rozesłany     | Juniperus procumbens                     |
| jałowiec sabiński      | Juniperus sabina                         |
| jałowiec wirginijski   | Juniperus virginiana                     |
| mikrobiota syberyjska  | Microbiota decussata                     |
| kosodrzewina           | Pinus mugo                               |
| świerk biały           | Picea glauca                             |
| świerk czarny          | Picea mariana                            |
| żywotnikowiec japoński | Thujopsis dolabrata                      |

## Rośliny pnące wieloletnie
| Nazwa zwyczajowa                      | Nazwa systematyczna                                       |
| ------------------------------------- | --------------------------------------------------------- |
| akebia pięciolistkowa                 | Akebia quinata                                            |
| aktinidia ostrolistna                 | Actinidia arguta                                          |
| aktinidia pstrolistna                 | Actinidia kolomikta                                       |
| bluszcz irlandzki                     | Hedera hibernica                                          |
| bluszcz pospolity                     | Hedera helix                                              |
| chmiel zwyczajny                      | Humulus lupulus                                           |
| cytryniec chiński                     | Schisandra chinensis                                      |
| dławisz okrągłolistny                 | Celastrus orbiculatus                                     |
| hortensja pnąca                       | Hydrangea petiolaris                                      |
| kokornak mandżurski                   | Aristolochia manshuriensis                                |
| kokornak owłosiony                    | Aristolochia tomentosa                                    |
| kokornak wielkolistny                 | Aristolochia macrophylla, syn. A. durior                  |
| milin amerykański                     | Campsis radicans                                          |
| milin Tagliabauna                     | Campsis × tagliabuana                                     |
| powojnik alpejski                     | Clematis alpina                                           |
| powojnik górski                       | Clematis montana                                          |
| powojnik Jackmana                     | Clematis × jackmanii                                      |
| powojnik tangucki                     | Clematis tangutica                                        |
| powojnik teksaski                     | Clematis × triternata                                     |
| powojnik wielopłatkowy                | Clematis macropetala                                      |
| powojnik włoski                       | Clematis viticella                                        |
| powojnik wschodni                     | Clematis orientalis                                       |
| przywarka japońska                    | Hydrangea hydrangeoides, syn. Schizophragma hydrangeoides |
| rdestówka Auberta                     | Fallopia aubertii                                         |
| słodlin chiński (glicynia chińska)    | Wisteria sinensis                                         |
| słodlin japoński (glicynia kwiecista) | Wisteria floribunda                                       |
| wiciokrzew Browna                     | Lonicera × brownii                                        |
| wiciokrzew Girarda                    | Lonicera giraldii                                         |
| wiciokrzew Henry`ego                  | Lonicera henryi                                           |
| wiciokrzew japoński                   | Lonicera japonica                                         |
| wiciokrzew pomorski                   | Lonicera periclymenum                                     |
| wiciokrzew przewiercień               | Lonicera caprifolium                                      |
| wiciokrzew Tellmanna                  | Lonicera × tellmanniana                                   |
| winnik tojadowaty                     | Ampelopsis aconitifolia                                   |
| winnik zmienny                        | ampelopsis glandulosa                                     |
| winobluszcz pięciolistkowy            | Parthenocissus quinquefolia                               |
| winobluszcz trójklapowy               | Parthenocissus tricuspidata                               |
| winorośl japońska                     | Vitis coignetiae                                          |
| winorośl pachnąca                     | Vitis riparia                                             |